# Station Grodzisk Wielkopolski
Station Grodzisk Wielkopolski is een spoorwegstation in de Poolse plaats Grodzisk Wielkopolski.